# 이수군
이수군(웨어:易碎君)은 홍콩에서 태어나 현재 미국에 거주하고 있으며, 이전에 홍콩의 영황서원에 다녔다. 그는 소셜 미디어에서 시진핑을 모욕하는 콘텐츠를 제작하고 유머러스하게 중국 공산당 정권과 그 지도자 시진핑을 비판한 것으로 인해 15세 때 국가안전 경찰의 조사를 받고 컴퓨터와 휴대전화를 압수당했다.
이수군은 자신의 유튜브 채널 '이수품편년사'(易碎品編年史, 깨지기 쉬운 물건의 연대기)로 유명해졌다. 그는 유튜브와 디스코드 등의 플랫폼을 통해 중국 정부와 다른 견해를 표명하고, 그들의 정책과 언론 탄압을 비판했다. 그의 온라인 이름은 황밍즈의 노래 《유리심》(玻璃心, 유리 마음)에서 유래했으며, 이 노래는 소분홍이나 극단적 민족주의자들의 비판에 대한 과민한 반응을 조롱하는 것이었다.

## 경력
2021년 9월, 이수군은 중학생으로 '시민 및 사회 교육'이라는 과목을 배우기 시작했다. 이 과목을 통해 외부에서 세뇌 교육으로 여겨지는 것을 직접 경험하게 되었고, 이는 오히려 그가 온라인에서 시진핑을 조롱하고 패러디하는 활동에 더욱 참여하게 되는 자극제가 되었다.
2022년 2월 10일, 홍콩 경찰은 서구룡 재판소의 수색 영장을 가지고 이수군을 경찰서로 연행해 그의 두 개의 유튜브 계정과 유투사(乳透社, 시진핑을 모욕하는 그룹)와 관련된 질문을 했다. 경찰은 여러 차례의 심문에서 그에게 압력을 가해 유투사의 다른 구성원들에 대한 정보를 밝히도록 요구했다. 이 조사는 선동죄 혐의와 관련이 있었으며, 경찰은 그에게 자신의 채널 스크린샷에 서명하여 죄를 인정하도록 요구했다. 또한 컴퓨터와 휴대전화 등 개인 소지품을 압수했다.
2022년 8월, 이수군은 홍콩을 떠나 미국에서 정치적 망명을 요청했다. 망명 신청은 성공하지 못했지만, 미국 법률에 따라 합법적인 체류 자격을 얻어 현재는 위탁 가정과 함께 살고 있다. 동시에 이수군의 가족 전원도 홍콩을 떠나 영국으로 이주했다. 이수군의 경험은 홍콩 국가안전법 시행 이후 언론의 자유에 대한 억압을 반영하고 있다. 인터뷰에서 그는 많은 젊은이들이 정치적 상황 때문에 홍콩을 떠나기로 선택했다고 말했다.
2024년 3월 4일, 아론(阿龍，온라인에서 반공 그룹을 설립한 14세 소년)의 개인 정보가 QQ와 트위터에서 여러 차례 공개되었으며, 한 트위터 사용자는 1년 동안 아론에 대해 독싱을 했다고 밝혔다. 아론은 10살 때부터 로블록스 플랫폼에서 '홍콩혁명군'이라는 반공 그룹을 만들었다. 이수군은 이후 아론을 도와 캐나다에서 정치적 망명을 신청하는 것을 지원했다. 2024년 3월 16일, 아론은 무사히 캐나다에 도착했다.